# Las Vegas (Santa Bárbara)
Pour les articles homonymes, voir Las Vegas (homonymie).
Las Vegas est une municipalité du Honduras, située dans le département de Santa Bárbara. La municipalité comprend 7 villages et 64 hameaux. Elle est fondée en 1987.

## Source de la traduction
- (en) Cet article est partiellement ou en totalité issu de l’article de Wikipédia en anglais intitulé « Las Vegas, Santa Bárbara » (voir la liste des auteurs).